# Joaquim Rossello
Pour les articles homonymes, voir Rosello (homonymie).
Joaquim Rosello (naissance à Palma de Mallorca, le 28 juin 1833 - mort dans la même ville, le 20 décembre 1909) est un prêtre espagnol, fondateur des Missionnaires des Sacrés Cœurs de Jésus et de Marie et reconnu vénérable par l'Église catholique. 

## Biographie
Il naît le 28 juin 1833 à Palma de Majorque, en Espagne. Joaquim Rosello est ordonné prêtre pour le diocèse de Majorque. Il fonde par la suite les Missionnaires des Sacré-Cœurs de Jésus et de Marie.
Le père Joaquim meurt le 20 décembre 1909 dans sa ville natale.

## Béatification
Son procès en béatification est ouvert en 1934. Il est déclaré vénérable le 2 mai 2013 par le pape François. Il est fêté le 20 décembre.